# موش چینچیلای اشی
 موش چینچیلای اشی (نام علمی: Abrocoma cinerea) نام یک گونه از سرده موش چینچیلا است.